# Vargkvint

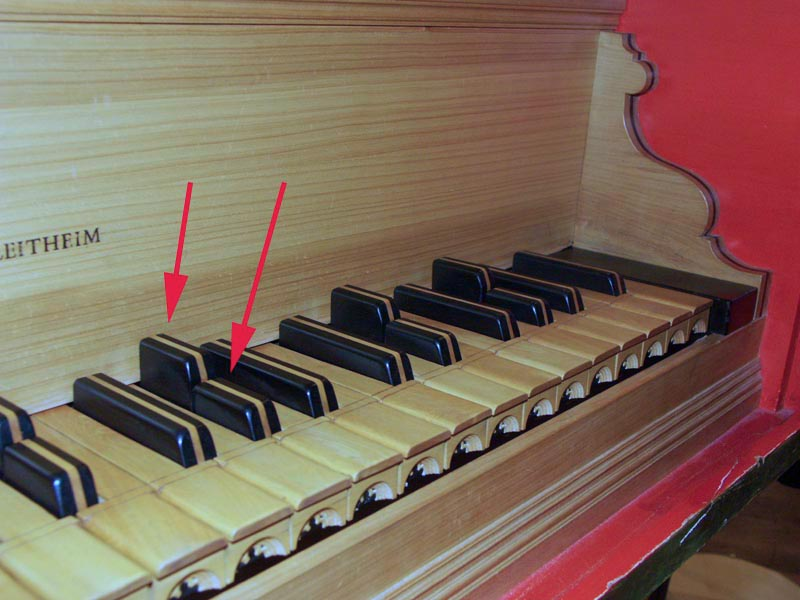
Vissa instrumentbyggare under renässansen satte två tangenter mellan tonerna G och A, respektive mellan D och E, för att undvika enharmonisk förväxling och därmed bli av med vargkvinten.

Vargkvint (fr. La quinte du loup) är ett musikintervall som framstår som en oren (för hög) kvint, men som egentligen är en förminskad sext. Vargkvinten har fått sitt namn för att intervallet är så pass orent i förhållande till harmoniska deltonserien att det kan liknas vid en ylande varg. I temperaturer där vargkvinten förekommer, placeras den ofta mellan två toner som sällan spelas tillsammans för att undvika att den används, vilket ofta är mellan tonerna G♯ och E♭.